# Cnemidophorus exsanguis
Cnemidophorus exsanguis är en ödleart som beskrevs av  Lowe 1956. Cnemidophorus exsanguis ingår i släktet Cnemidophorus och familjen tejuödlor. IUCN kategoriserar arten globalt som livskraftig. Inga underarter finns listade i Catalogue of Life.